# Cinara atlantica
Cinara atlantica är en insektsart som först beskrevs av Wilson 1919.  Cinara atlantica ingår i släktet Cinara och familjen långrörsbladlöss. Inga underarter finns listade i Catalogue of Life.